# Colibri médiastin
Heliomaster squamosus
Espèce
Statut de conservation UICN

 LC  : Préoccupation mineure
Statut CITES
Répartition géographique
Le Colibri médiastin (Heliomaster squamosus) est une espèce de colibris de la sous-famille des Trochilinae et de la tribu des Lampornithini.
Cet oiseau est endémique au Brésil.